# 大崎義隆
大崎 義隆（おおさき よしたか）は、日本の戦国時代に陸奥国大崎地方に割拠した戦国大名である。大崎義直の子で、永禄10年（1567年）頃から天正18年（1590年）まで大崎氏第12代の当主だったが、豊臣秀吉の奥州仕置で取り潰された。官名には左衛門佐、左衛門、左衛門尉を名乗った。

## 生涯

### 生誕から家督継承
天文17年（1548年）大崎氏11代当主、大崎義直の子として誕生する。伊達稙宗の子大崎義宣が父義直の養子として既に入っていたが、同年終息した天文の乱で立場を失い天文19年（1550年）に殺害されている。その後伊達氏は本拠を米沢に移したため圧力が減じ、葛西氏との領土争いについても優位に立つこととなった。

大崎氏当主としての義隆の活動を伝えるもっとも古い文書は、永禄10年（1567年）に家臣に相継いで発給した所領宛行状で、この頃大崎の当主になったと考えられる。

### 大崎合戦まで
父義直は天文の乱で伊達晴宗に味方しており、伊達氏との関係は伊達氏が伊達輝宗に代替わりし、大崎氏が義隆に代替わりしても良好であった。出羽国の最上氏は大崎氏と始祖を同じくする家で、妹の釈妙英を最上義光に嫁がせるなど、関係は密であった。会津の蘆名盛氏とも親交があった。
しかし、宿敵関係にある東隣の葛西氏とは紛争が絶えなかった。葛西氏に属した諸家には、元亀2年（1571年）に葛西・大崎の合戦があり、葛西が勝ったことを伝える文書が7通残されている。書状はいずれも疑わしいものとされているが、周辺諸家に別々に伝承があったことは無視できず、時期や結果はともかく合戦があったことは事実とされる。
この後、天正5年（1577年）に葛西氏に属する元良某が主家に反抗したことを口実とし、救援のため義隆は出兵して葛西軍と戦った。葛西晴信はこの頃伊達輝宗の対相馬戦に援兵を送るなど、輝宗と同盟関係にあった。輝宗は対相馬戦に軍勢を貼り付けていたため、葛西のために兵を動かすことはできず、弟の留守政景を和平仲介の使者として大崎に送ったが、成功しなかった。
義隆は天正9年（1581年）京都の愛宕神社に立願を思い立ち、伊達・相馬の戦いが続く相馬口を避け、長井口（米沢経由）を通してくれるよう依頼する書状を伊達氏に出した。当時は織田信長が京を支配し、畿内の支配を固めつつあった。

### 大崎合戦
天正14年（1586年）大崎氏で内紛が勃発した。伊達輝宗より家督を継いだ伊達政宗が豊臣秀吉の出した関東・東北に対する惣無事令を無視して介入し、2年後に伊達・大崎両軍が激突する大崎合戦に発展した。
発端については諸説あるが、この内紛で西の氏家吉継のほか、東は葛西氏との境界にいる富沢氏、北では三迫氏が大崎に反いた。伊達氏は大崎領から見て南東方向にある小領主群を服属させており、そこで両家は境界を接していた。しかし南では、伊達・大崎両勢力の中間を占める黒川郡の黒川晴氏が大崎側についた。天正16年（1588年）2月、伊達家臣浜田景隆・留守政景らに率いられた伊達軍が攻め込んだ。伊達軍は黒川領を避け、南東側から大崎領深く進攻し、大崎氏の主城というべき中新田城を攻略して、岩出沢の氏家に連絡を付けようとした。しかし大崎軍は中新田城を守り抜き、黒川晴氏が伊達軍を後方から襲い退路を遮断した。敗れた伊達軍は新沼城という小さな城に入って孤立した。命乞いされた大崎義隆は、進攻軍の将泉田重光を人質にとって敵軍の撤収を認めた。
合戦後、大軍の活動はなく、両家の交渉が続いたが、同時に大崎家臣をめぐる水面下の寝返り工作も進んだ。4月までに大崎側は、いったんは反乱側についた氏家真継と一栗兵部を翻意させた。

### 伊達政宗と和睦
当時、伊達政宗は南方で蘆名氏・相馬氏と敵対しており、加えて大崎と縁戚関係であった最上義光が伊達氏に落とされた黒川・志田両郡を攻略するなど伊達軍と交戦状態だった。猶予を得た大崎は、伊達氏の援軍が去り孤立状態にある氏家吉継に対する圧迫を強めた。天正17年（1589年）2月、氏家吉継は岩出沢から米沢に出て、伊達政宗に出兵を請うた。政宗は湯山隆信、中目兵庫頭ら大崎の家臣に内応を誘い、合戦との前後は不明だが3月24日までに一迫刑部を寝返らせた。最上義光は2月12日に娘を大崎に嫁がせる約束をした。
2月、蘆名氏が伊達氏に対する攻勢を強め、小手森城主が相馬氏に寝返るなど、伊達もまた周囲に相馬・最上・蘆名といった敵を抱えて思うように戦力を集中できない状況にあった。伊達政宗の母義姫は最上義光の実妹であり、伊達・最上両家の潰し合いを防ごうと和議を働きかけた。その働きにより、4月16日に伊達と大崎の間で和議が整った。義隆が呑んだ三か条の条件は、大崎は今後伊達の「馬打同然之事」、すなわち伊達軍の一員として戦うこと、山形（最上義光）と縁辺を切り当方（伊達政宗）と縁約すること、氏家派に敵対しないことである。切ったり結んだりする「縁」は、上述の婚約のこととされるが、もう少し漠然とした同盟関係と解する説もある。しかし、伊達と最上の和睦はならず、5月に伊達家臣泉田重光を大崎氏から最上氏が引き取り人質とすることで和睦を結んだ。
しかしこの後も、大崎に叛いた氏家吉継と富沢貞運の処遇について折り合いがつかず、大崎義隆が正式に誓詞を送ったのは6月にずれこんだ。この月、伊達政宗は南に向かって進発し、摺上原の戦いで蘆名氏を滅ぼした。この戦いには大崎の鉄砲隊・最上の軍勢も参加した。蘆名氏の脅威を取り除いた伊達氏は大崎氏への圧力を強め、家臣を寝返らせようと働きかけ、12月には大崎攻めの計画を練るよう家臣に命じた。

### 滅亡
しかしこの時期、外部からはさらに大きな勢力が奥羽に近づいていた。天下統一を目前にした豊臣秀吉である。天正17年（1589年）の8月に、秀吉の意を受けた上杉景勝が、万事をなげうち上洛すべきだと勧める書状を大崎義隆に出した。大崎が応じずにいたところ、天正18年（1590年）6月に伊達政宗が小田原攻めの最中にある秀吉のもとに参陣した。7月5日に小田原城の北条氏直が降伏し、秀吉は北上した。大崎義隆は秀吉のもとに宿老を遣わし、この使者は宇都宮で秀吉の宿営に着いた。8月に会津黒川城に進んだ秀吉は、このときまで参陣しなかった諸大名を取り潰す奥州仕置を実施した。使者を出すだけで本人が出てこなかった大崎氏も、取り潰されることになった。
奥州仕置の実施のため、蒲生・伊達両軍が大崎領に入り、まず8月18日に中新田城を捕り、その後は古川城、岩手沢城を接収した。この間に義隆は石田三成の指示で上洛することとなり、19日に小野田城に移り、南陽から最上領を経て京都に着いた。義隆は石田三成を介して所領の回復を求めた。そのかいあってか、同じ年である天正18年（1590年）12月18日には、本知行を検地の上、三分の一を宛うという朱印状を豊臣秀吉から得た。だがこの間に、大崎領では新領主に対する反乱、葛西大崎一揆が勃発していた。義隆は反乱続行中の旧領に向けて帰ったようだが、結局領地を取り戻すことはできず、秀吉は改めて大崎・葛西領を伊達政宗に与えることを決めた。

### 豊臣期
この後の大崎義隆の行方については、断片的なことしかわかっていない。大崎左衛門あるいは大崎左衛門尉なる人物が蒲生氏、上杉氏に属したことが史料に見える。多くの歴史学者は、この人物が左衛門佐だった大崎義隆だと考えている。
大崎左衛門は、文禄2年（1593年）2月に石田正継（石田三成の父）に宛てて自筆と思われる書状を書いた。書状で義隆は、千本（おそらく京都の千本）に宿舎をとってもらったことに対する礼を述べた。それから小西行長の無事、明が朝鮮に加勢したこと、石田三成の在陣について感想を述べ、渡海して三成の様子を知りたいと書いた。石田三成は大崎氏に同情的でその御家再興を支援していた形跡があるものの、再興は実現しなかった。
同じ年、秀吉は第2次晋州城攻防戦の包囲陣に加わるべき軍勢を指示し、その中に蒲生氏郷の一手として大崎義隆に10人の手勢で従軍することを命じた。
兵力は少ないが、秀吉から直接指令を受けているから、蒲生家には客分のような形で属していたのであろう。しかしこの時には明・朝鮮との和平交渉が進んでおり、5月20日に明国の勅使に無礼をしないよう諸大名が連名で誓った。大崎義隆もその誓紙に署名して花押を添えた。結局、蒲生・大崎らは渡海しなかったようである。
氏郷の死後、蒲生家は内紛の咎で減封となり、会津には越後から上杉景勝が移されて入った。義隆は残って新領主に召抱えられたらしく、慶長5年（1600年）に上杉家の重臣直江兼続が支配した長井郡の分限帳（家臣の石高一覧）に、2700石を取っていた。上杉景勝はこの年の関ヶ原の戦いで敗れた西軍に属した。やや信頼度が下がる系図史料によれば、伊達軍に攻められた白石城の守兵に義隆の子がおり、戦死したという。
中央で関が原の戦いが終わり、上杉家の命運が危ぶまれていた頃の10月16日に、直江兼続は「大崎殿」を米沢に呼び寄せることを指示した。
『伊達族譜』には慶長8年（1603年）8月13日、会津において56歳で死んだとある。法名は融峯広祝。上杉家は2年前に会津を去って米沢に移ったので、この時点の会津領主は蒲生秀行である。しかし、義隆の子らしき人が慶長17年から19年（1612年から1614年）頃の最上義光の分限帳に見えることから、減封を機に山形の最上家に移ったのではないかとする説もある。

## 官位
江戸時代に編纂された史書は左衛門督とする。系図では、『系図纂要』・『会津四家合考』・『伊達族譜』が左衛門督、『大崎・最上・黒川及支流家譜』だけが左衛門佐とする。文書類では、真実のものか疑わしいが、元亀3年（1572年）に葛西晴信が出したとされる感状の中に「大崎左衛門介源義隆」と見える。しかし信用度が高い天正18年（1590年）の豊臣秀吉の朱印状に「大崎左衛門佐」と見えるので、左衛門佐が正しいのであろう。
奥州仕置の後には、左衛門あるいは左衛門尉を名乗った。

## 墓所
葬られた墓は不明だが、江戸時代に追善供養のために建てられたと思われる墓が複数ある。大崎市古川川熊の、廃寺となった東川寺の跡に、天正15年10月8日没の「大崎義高」の墓がある。宮城県大崎市岩出山の四軒屋敷には「大崎義隆公碑」がある。

## 後世の評価

### 大崎合戦の発端
江戸時代に仙台藩が編纂した『貞山公治家記録』が説明する事情はこうである。この年、大崎義隆の近習の間で争いがおき、それに乗じて家臣の新井田刑部らが別の家臣氏家吉継を討ち、主君の義隆に腹を切らそうと考え、伊達政宗に加勢を求めた。政宗は、以前から大崎との間に境界紛争を抱えていたことから、これを承諾した。氏家吉継にこの謀反を知らされた大崎義隆は、新井田刑部を呼び出して自分の領地である新井田の地に引き籠もるよう命じた。新井田は承知するふりをして義隆に同行を求め、新井田城まで連れて行って主君を閉じ込めた。新井田城には新井田に味方する家臣が集まり、一致して氏家を討つよう求めた。義隆は、氏家だけが忠義者で、目の前の家臣らは自分を殺そうとしていたことを知っていたが、大勢に逆らうことはできずに氏家退治を決めた。これを聞いた氏家は、名生城にある義隆の妻子を抑留し、伊達政宗に通じて大崎領を併呑するよう求めた。
治家記録を信じる限り、大崎家の内紛は複雑怪奇にして、義隆の統治能力に疑問符を付けざるをえない。しかし、大崎領内の主立った家臣が、主君が囚われた状態の新井田城に参集し、こぞって伊達・氏家に対する戦いを支持したのは不自然と思われる。内紛の事情を説明する他の史料はないが、入り組んだ経緯は偽りで、事実は単純に伊達政宗が氏家吉継を寝返らせて大崎領を併呑しようとしたのだと説く学者もいる。また、本質部分は大崎・氏家の下克上がらみの対立なのだとみなす学者もいる。

### 豊臣秀吉への対処
伊達政宗の家督相続（1586年）から小田原参陣（1590年）までの間、奥州の南半分に割拠する諸氏はみな伊達政宗の侵略にさらされ、服属して家臣になるか滅ぼされるかの瀬戸際にあった。服属したものに石川氏、大崎氏、葛西氏があり、抗戦して滅ぼされたものに蘆名氏、二本松氏、須賀川二階堂氏があり、圧迫されて存亡の危機にさらされていたものに相馬氏があった。豊臣政権下で大名として生き残ったのは、政宗に対抗して秀吉を頼った相馬で、政宗に服属した諸氏は取り潰された。大崎氏に対して、中央の情勢を見る目があれば秀吉の命に応じて上洛できたはずだとして、義隆の無能、あるいは当時の大崎家の混乱を指摘する学者が多い。しかしこの頃の大崎氏・葛西氏は、独立した大名とも言えるし、伊達氏の家臣ともみなせるという微妙な立場にあった。伊達政宗に服属した者が、政宗が対抗する勢力に勝手に服従するわけにいかないのは当然である。政宗が秀吉に服属した段階でも、直接に秀吉に臣従することは、政宗を無視することとなりかねない。これを見越した政宗は、葛西晴信に対し、奥州と出羽の仕置は自分が秀吉から委ねられたと述べ、行動を牽制する書状を送っていた。大崎義隆にも同じような圧力が加えられ、政宗の意向に逆らって秀吉に参陣すべきではないという判断につながった可能性がある。

## 親族
- 父：大崎義直
- 妹：釈妙英（最上義光正室）

以下は後世の系図等により、確かなものではない。重複もある。
- 弟：庄三郎 義易（黒川氏を継ぐ）（大崎・最上・黒川及支流系譜[45]）
- 弟：義康（黒川晴氏の養子）（『系図纂要』[45]）
- 子：庄三郎 義宗（大崎・最上・黒川及支流系譜）
- 子：正三郎 義易（大崎家譜[45]）
- 子：庄三郎 義清（『系図纂要』）
- 子：大崎義興、大崎義成